# Goniostemma
Goniostemma là một chi thực vật thuộc họ Apocynaceae.

## Danh sách loài
Chi này có các loài sau (tuy nhiên danh sách này có thể chưa đủ):
- Goniostemma acuminata
- Goniostemma punctatum, Tsiang & P.T.Li